# 雾冰藜
雾冰藜（学名：[Bassia dasyphylla] 错误：{{Lang}}：文本有斜体标记（帮助））是苋科雾冰藜属的植物。分布在蒙古、俄罗斯以及中国大陆的甘肃、内蒙古、黑龙江、西藏、新疆、山东、辽宁、青海、陕西、山西、吉林等地，生长于海拔100米至4,350米的地区，见于阶地、草地、戈壁、沙丘、盐碱地、河滩和洪积扇上，目前尚未由人工引种栽培。

## 别名
肯诺藜、星状刺果藜、雾冰草